# Nivenia dispar
Nivenia dispar là một loài thực vật có hoa trong họ Diên vĩ. Loài này được N.E.Br. miêu tả khoa học đầu tiên năm 1933.